# Punt d'equivalència
El punt d'equivalència o punt estequiomètric en una reacció química es produeix durant una valoració química quan la quantitat de substància/agent valorant agregada és estequiomètricament equivalent a la quantitat present d'anàlit (substància a analitzar en la mostra), És a dir, reacciona de manera exacta i estequiomètrica amb ella.En alguns casos, existeixen múltiples punts d'equivalència que són múltiples també del primer punt d'equivalència, com passa en el cas de la valoració d'un àcid dipròtic. Un gràfic o una corba de valoració mostra un punt d'inflexió en el punt d'equivalència. un fet sorprenent sobre l'equivalència és que en una reacció es conserva l'equivalència dels reactius i també la dels productes. El punt final (semblant però no idèntic al punt d'equivalència) es refereix al punt en què l'indicador canvia de color en una valoració per colorimetria. La diferència entre aquests s'anomena error de valoració i ha de ser el més petit que sigui possible.

## Mètodes
Hi ha diferents mètodes per determinar el punt d'equivalència d'una valoració.Indicadors químics: són substàncies que canvien de color en resposta a un canvi químic. Un indicador àcid-base o indicador de pH (per exemple la fenolftaleïna) canvia de color depenent del pH del medi, i així assenyalen el punt final o punt d'equivalència d'una volumetria àcid-base. S'afegeixen unes gotes de dissolució de l'indicador a la substància a valorar. quan es produeix el canvi de color, s'ha arribat al punt final, una bona aproximació del punt d'equivalència.
- Canvi de color (autoindicadors): a vegades una de les substàncies que intervenen en una valoració pateix un canvi de color que serveix per saber quan ha acabat el procés de titulació.Aquestes substàncies reben el nom d'autoindicadors. En aquestes reaccions no fa falta agregar cap indicador químic.Això és freqüent en reaccions Redox, per exemple, quan els diferents estats d'oxidació del producte i del reactiu tenen diferents colors, com és el cas del permanganat de potassi.
- Potenciòmetre: un potenciòmetre també pot ser utilitzat per detectar el punt d'equivalència. És un instrument que mesura el potencial elèctric d'un elèctrode submergit en la dissolució. S'utilitzen per valoracions basades en una reacció Redox, ja que el potencial de l'elèctrode de treball canviarà molt ràpidament quan s'arriba al punt d'equivalència.
- pH-metre: aquest instrument és un potenciòmetre que utilitza un elèctrode que funciona depenent de la quantitat d'ions H3O+ que hi ha en la dissolució. És un clar exemple d'un elèctrode selectiu de ions. Això permet que sigui possible calcular el pH de la dissolució durant tota la valoració. En el punt d'equivalència hi haurà un canvi important i sobtat del pH. És un mètode molt fàcil d'utilitzar i que resulta més precís que el mètode de l'indicador químic.
- Conductància: La conductivitat d'una dissolució depèn dels ions presents en ella. Durant moltes valoracions, la conductivitat canvia de manera significativa. Per exemple, durant una valoració àcid-base, els ions H3O+ i els ions OH- reaccionen per formar aigua (H2O). Això fa que la conductivitat de la solució canviï. La conductivitat total depèn també d'altres ions presents en la solució, com poden ser els contraions. No tots els ions contribueixen de la mateixa manera pel que fa a la conductivitat, també hi ha factors com la mobilitat especifica de cada ió particular i l'activitat o concentració total d'ions (força iònica). Per tant, predir el canvi en la conductivitat és més difícil que no pas mesurar-lo.
- Precipitació: si un producte d'una reacció en solució és un sòlid, aleshores es forma un precipitat durant la valoració. Un exemple clàssic és la reacció entre Ag +i Cl- per formar una sal molt poc soluble, el clorur de plata (AgCl). Sorprenentment, això normalment fa que sigui difícil determinar el punt final amb precisió. Com a conseqüència, sovint les valoracions de precipitació es fan com a valoracions inverses o valoracions per retrocés. S'utilitzen tècniques electroanalítiques, o electromètriques o mètodes específics com el mètode de Fajans, mètode de Mohr o el mètode de Volhard.
- Calorimetria isotèrmica: un calorímetre de valoració isotèrmica utilitza la calor produïda o consumida per la reacció per determinar el punt d'equivalència. Això és important en les valoracions bioquímiques, com per exemple la determinació de la manera en què els substrats s'uneixen als enzims. S'utilitza sobretot per la determinació de paràmetres termoquímics com l'entalpia de reacció.
- Volumetria termomètrica: és una tècnica extremadament versàtil. Es diferencia de la volumetria calorimètrica pel fet que la calor de la reacció (indicada per l'augment o caiguda de la temperatura) no s'utilitza per determinar la quantitat d'anàlit en la dissolució de la mostra. En comptes d'això, el punt d'equivalència es determina per la taxa de canvi de temperatura. Com que la volumetria termomètrica és una tècnica relativa, no és necessari dur a terme la valoració en condicions isotèrmiques, i les valoracions poden realitzar-se en recipients de plàstic o fins i tot de vidre, tot i que generalment es tanquen per evitar corrents d'aire que puguin alterar el punt final. Com que les valoracions termomètriques poden realitzar-se en condicions ambientals, s'adapten especialment be als processos rutinaris i de control de qualitat en la indústria. Depenent de si la reacció entre l'agent valorant i l'anàlit és exotèrmica o endotèrmica, la temperatura augmenta o disminueix durant la valoració. Quan tot l'anàlit s'ha consumit reaccionant amb l'agent valorant, un canvi en la taxa d'augment o disminució de la temperatura revela el punt d'equivalència i s'observa una inflexió en la corba de temperatura. El punt d'equivalència pot ser localitzat amb precisió mitjançant l'ús de la segona derivada de la corba de temperatura. El software utilitzat en els sistemes automatitzats de titulació termomètrica moderns utilitzen sofisticats algoritmes de suavitzat digital de manera que el “soroll” resultant de les ones de temperatura d'alta sensibilitat no interfereix en la generació d'un pic suau i simètric en la segona derivada que defineix el punt final. La tècnica és capaç d'arribar a una precisió molt alta, i són coeficients comuns de variació inferiors a 0,1. Les sondes de temperatura modernes per a la valoració termomètrica contenen un termistó que forma un braç d'un pont de Wheatstone. Juntament a l'electrònica d'alta resolució, els millors sistemes de titulació termomètrica poden arribar a resolucions de temperatura de fins i tot 10-5 K. S'han obtingut punts d'equivalència molt precisos en titulacions amb un canvi de temperatura de només 0,001 K. La tècnica pot aplicar-se a pràcticament qualsevol reacció química en fase líquida quan hi hagi un canvi d'entalpia, encara que la cinètica de reacció pot desenvolupar un paper en la determinació de l'agudesa de la variable. Les volumetries termomètriques han set aplicades amb èxit en valoracions àcid-base, redox, de precipitació i de formació de complexos amb EDTA. Exemples de valoracions de precipitació són la determinació de sulfat per valoració amb ions bari, la valoració de fosfat amb ions magnesi en solució amoniacal, la titulació de clorurs amb nitrat de plata, la de níquel per valoració amb dimetilglioxima i l'anàlisi de florurs amb ions alumini (en forma de K2NaAlF6). Com que la sonda de temperatura no necessita estar connectada elèctricament amb la dissolució (com en les titulacions potenciomètriques), les valoracions en dissolucions no-aquoses pot dur a terme tan fàcilment com en dissolucions aquoses. Les solucions que estan molt tèrboles poden ser analitzades per termometria de la mostra sense cap tractament addicional. La sonda està essencialment lliure de manteniment. L'ús de les buretes modernes d'alta precisió, conduïdes per motors, automatitza les valoracions termomètriques fins a completar-les, habitualment en pocs minuts, fent d'aquesta tècnica una elecció ideal quan es necessita una alta productivitat en el laboratori.
- Espectroscòpia: L'espectroscòpia es pot utilitzar per mesurar l'absorció de llum per la dissolució durant la valoració i les seves variacions, si es coneix l'espectre d'absorció del reactiu, substància valorant o producte. Les quantitats relatives de reactius i de productes es poden utilitzar per determinar el punt d'equivalència. Alternativament, la presència de substància valorant lliure o sobrant (que indica que la reacció s'ha completat) es pot detectar en nivells molt baixos.
- Amperometria: L'amperometria es pot utilitzar com una tècnica de detecció (valoració amperomètrica). El corrent elèctric produïda per l'oxidació o la reducció de qualsevol dels reactius o productes en un elèctrode de treball dependrà de la concentració d'aquesta espècie en la dissolució. El punt d'equivalència pot ser detectat com un canvi en aquest corrent. Aquest mètode és molt útil quan l'excés de substància valorant es pot reduir, com en la valoració d'halogenats amb l'ió Ag+. Això també és útil perquè no té en compte la presència de precipitats.
- Mesures de dispersió de la llum (nefelometria i turbidimetria): Mesurant la transparència o turbulència de la dissolució o suspensió durant una valoració es pot conèixer el punt final d'aquesta. La quantitat de llum transmesa es quantifica amb un espectrofotòmetre o s'aproxima mitjançant la comparació visual amb dissolucions de terbolesa coneguda. En la nefelometria es calcula la llum dispersada en direcció perpendicular al raig incident, i en la turbidimetria es calcula la llum transmesa en la direcció del raig. La formació de precipitats o la dissolució de partícules en suspensió modifiquen les propietats òptiques de les dissolucions. S'utilitza aquest mètode per la determinació d'immunoglobulines o transferrina.